# Oluwaseun Osowobi
Oluwaseun Ayodeji Osowobi (* um 1990) ist eine nigerianische Bürgerrechtlerin.

## Leben
Osowobi absolvierte ihr Studium der Entwicklungsstudien an der Ahmadu Bello University in Zaria und erlangte einen Masterabschluss in Internationalen Beziehungen mit Spezialisierung auf Geschlechterstudien an der Swansea University im Vereinigten Königreich. Ihr Studium in Swansea wurde durch ein Stipendium für internationale Studierende unterstützt. Während ihres Studiums in Swansea baute sie sich ein Netzwerk von Freunden und Kollegen auf und engagierte sich in der Gemeindearbeit. Nach ihrem Studium setzte sie sich als Praktikantin bei den Vereinten Nationen in New York City und beim Half the Sky Movement für Frauen, Kinder und soziale Gerechtigkeit ein. Zudem arbeitete sie als Projektmanagerin für Enough is Enough Nigeria (EiE), eine Organisation, die sich für bürgerliches Engagement und gute Regierungsführung einsetzt.

## Wirken
Osowobi gründete im Jahr 2014 die Initiative Stand to End Rape (STER), motiviert durch ihre eigenen Erfahrungen mit sexueller Gewalt und dem Fehlen adäquater Unterstützungsstrukturen in Nigeria. STER engagiert sich gegen geschlechtsspezifische Gewalt und bietet Präventionsmaßnahmen sowie psychosoziale Unterstützung für Betroffene. Unter ihrer Führung erreichte die Initiative etwa 200.000 Menschen in Nigeria durch Schulungen für Gesundheitspersonal, rechtliche Unterstützung und psychosoziale Dienste. Sie spielte eine Schlüsselrolle bei der Schaffung des ersten nationalen Sexualstraftäterregisters in Nigeria und arbeitete an der BBC-Dokumentation Sex for Grades mit, die sexuelle Belästigung an nigerianischen Universitäten untersuchte. Osowobi setzt sich für die Verabschiedung geschlechterzentrierter Gesetze ein und fördert durch STER die Bildung und das öffentliche Bewusstsein, um systemische Veränderungen zu bewirken.

## Auszeichnungen
Osowobi wurde für ihre Arbeit vielfach ausgezeichnet, darunter als Commonwealth Young Person of the Year und als Obama Foundation Emerging Leader. In Anerkennung ihres Engagements erhielt sie 2020 den Global Citizen Prize: Nigeria’s Hero Award. Im Jahr 2023 erhielt sie den Deutsch-Französischen Preis für Menschenrechte und Rechtsstaatlichkeit.